# El niño de los mandados
El niño de los mandados es una película colombiana de drama dirigida por Carlos del Castillo, estrenada en 2020. La película fue seleccionada para competir en internacionalmente en representación del cine colombiano, recibiendo diversos reconocimientos, como los premios de Mejor Película, Mejor Director, Mejor Actor protagónico y Mejor Dirección de Fotografía en el Festival de Cine de Guayaquil (Ecuador), Mejor Largometraje de Ficción Colombiano en el Festival Internacional de Cine de Pasto en Colombia y mejor cinta en el Falcon Film Festival de Londres (Inglaterra) en junio de 2020.
El reparto de actores de esta producción está conformado por actores como Alejandro Buenaventura, Judy Henríquez, Luis Fernando Montoya, Ramiro Meneses y Wilmer Amado. La dirección de fotografía estuvo a cargo de Robespierre Rodríguez y la música original de Alejandro Ramírez Rojas.
Con el estreno nacional virtual de El niño de los mandados, entre el 21 y el 23 de noviembre de 2020, el Instituto Roosevelt, en asocio con Photogroup Films, Claro por Colombia y Mowies, presentó Mandados de esperanza, una iniciativa que busca recaudar fondos a través de la venta de boletas, en pro de pacientes infantiles de estratos 0, 1 y 2.

## Sinopsis
Basada en hechos reales, la historia se desarrolla en 1954, cuando Alfonso, un niño de 11 años, pierde repentinamente a su madre quedando solo y para sobrevivir, empieza a trabajar como “mandadero” en la única botica del pueblo. Allí, comienza a descubrir el mundo de la farmacéutica, descubriendo así su vocación por la medicina.

## Reparto
| Actor                  | Rol                             |
| Wilmer Amado           | Alfonso                         |
| Henry Arguello         | Dr. Hospital                    |
| Jose Luis Balcalzer    | Mesero 1                        |
| Pierre Bellanger       | Phillipe                        |
| Alejandro Buenaventura | Don Matías                      |
| Luis Eduardo Carrero   | Dr. Emiliano                    |
| Cristóbal Castillo     | Antonio                         |
| Gustavo Chaplin        | Secretario                      |
| Kevin Cuervo           | Manolo                          |
| Guillermo Fernández    | Don Abel                        |
| Caroll Fontecha        | Doña Berta                      |
| Isabella Garcia        | Luz Mery                        |
| Cristian Daniel Gómez  | Rosendo                         |
| Judy Henríquez         | Doña Dolores                    |
| Edward Julián Ladino   | El Tuerto                       |
| Shirley Martínez       | Araminta                        |
| Ramiro Meneses         | Gabriel                         |
| Oscar Merchán          | Don Marloqueo                   |
| Luz Dary Montañez      | Doña Lidia                      |
| Luis Fernando Montoya  | Sepulturero                     |
| Vianny Mora            | Profesora Lucía (as Viany Mora) |
| Wilson Morales         | Don Rafael                      |
| Valeria Ordoñez        | Miryam                          |
| Padre Pérez            | Padre Avelino                   |
| Lina Restrepo          | Carmen                          |
| Marcelo Salcedo        | Vecino sospechoso               |
| Amalia Santa Maria     | Salomé (as Amalia Santamaria)   |
| Miguel David Siábato   | Instalador de cortinas          |
| Angie Sáenz            | Elizabeth                       |
| Gustavo Sáenz          | Dr. Leonidas                    |
| Ricardo Sáenz          | Capataz                         |
| Vanessa Sáenz          | Amparito                        |
| Isabel Siábato Sánchez | Doña Consuelo                   |
| Julian Andres Sánchez  | Mesero 2                        |
| Ricardo Vesga          | Alcalde                         |
| Benjamín Ávila         | Benjamín                        |
| Isabella Ávila         | Trencitas                       |
| Olguita Ávila          | Pastora                         |

## Premios y reconocimientos
- Falcon International Film Festival de Londres: Mejor película.[10]
- Festival Internacional de Cine de Guayaquil: Mejor película (largometraje de ficción); mejor actor protagónico, con Amado Suárez; mejor dirección de fotografía; mejor dirección.[11]
- Real Time International Film Festival: Mejor Largometraje.[12]
- Festival de Cannes: Mejor actor protagónico.[13]
- Festival Mundial de Cine de Veracruz: Mejor actor.[14]